# シャルル＝ジャン・バチスト・サンソン
シャルル＝ジャン・バティスト・サンソン（Charles Jean Baptiste Sanson、1719年 - 1788年）は、フランスの死刑執行人である。サンソン家3代目当主となる。
父親の急死により、わずか7歳にしてフランスの死刑執行人の頭領であるムッシュ・ド・パリに就任した、歴史上最年少の死刑執行人である。叙任期間は歴代最長の52年にも及ぶが、初期は実務を取り仕切る代理人がおり、後年は息子に任せての実質上の引退状態であったため、実質的な死刑執行人としての活動期間は20年足らずと思われる。
わずか7歳で就任させるために病床のシャルル・サンソンはシャトレ牢獄の公証人のメートル・デュピュイを証人として、公的拷問官のフランソワ・プリュドム(François Prudhomme)を教育係に、ジュール・トロンソン(Jules Tronçon)を実務を行う処刑人として呼び、母であるアンヌ＝マルトが最高法院へ訴えて認めさせたという。
- メートル・デュピュイは母方の親戚に当たる。
- 妻のマドレーヌ・トロンソンはジュール・トロンソンの娘である。

実際に死刑執行の仕事を行っていたのは助手たちであったが、フランスの制度上は死刑執行人が立ち会わなければ死刑が執行できないため、わずか7歳にして全ての処刑に立ち会ったという。母であるマルトが徹底した教育を行い、鞭打ち、焼き鏝刑、切断刑、車裂きの刑など全てに立ち合せて厳しく教えた。そして、18歳の時に初めて自分の手で処刑人の剣で罪人の首を刎ねた。
生涯に2度結婚して8男2女の子供をもうけた。

## 経歴
- 1719年 パリでシャルル・サンソンの長男として生まれる。
- 1726年 7歳にしてムッシュ・ド・パリに就任
- 1738年 幼馴染のマドレーヌ・トロンソンと結婚する。
- 1738年 長女マドレーヌ＝クロード-ガブリエルが生まれる。
- 1739年 長男シャルル＝アンリ・サンソンが生まれる。
- 1740年 マドレーヌ・トロンソンが死亡
- 1743年 ジャンヌ＝ガブリエル-ベルジュと再婚
- 1744年 次男ルイ＝シャルル-マルタンが生まれる
- 1745年 三男ニコラ＝シャルル-ガブリエルが生まれる。
- 1748年 四男ルイ＝シル-シャルマーニュが生まれる。
- 1751年 次女マリージョゼフが生まれる。
- 1753年 五男ピエール・シャンクスが生まれる。
- 1754年 六男ジャン・バチスト・ピエールが生まれる。
- 1754年 脳卒中で倒れて半身不随になる。当時15歳の息子であるシャルル＝アンリ・サンソンをムッシュ・ド・パリ代理人に就任させる。
- 1757年 七男ジョゼフ＝クロードが生まれる。
- 17??年 八男ガブリエルが生まれる
- 1778年8月 正式に引退してムッシュ・ド・パリの称号を息子に譲る。
- 1788年 死亡

## 関連作品
- 安達正勝『死刑執行人サンソン―国王ルイ十六世の首を刎ねた男』集英社〈集英社新書〉、2003年12月。ISBN 4-08-720221-6。
  - 坂本眞一『イノサン』※上記著書を出典とする漫画作品